# Black Country Communion
Black Country Communion – supergrupa wykonująca muzykę z pogranicza hard rocka i bluesa. Powstała w 2010 roku w składzie: Glenn Hughes, Jason Bonham, Derek Sherinian, oraz Joe Bonamassa.
20 września 2010 roku ukazał się debiutancki album formacji pt. Black Country. Kompozycje zostały wyprodukowane i zmiksowanie przez Kevina Shirleya. Natomiast mastering wykonał Bob Ludwig. Wydawnictwo poprzedził wydany 10 sierpnia 2010 roku singel pt. One Last Soul.
W październiku 2012 roku ukazał się trzeci album zespołu, Afterglow, jednak już wtedy można było zauważyć spory pomiędzy Glennem Hughesem a Joe Bonamassą.
W marcu 2013 roku z zespołu odszedł Joe Bonamassa. Jego rezygnacja z dalszej współpracy z grupą była spowodowana kolidowaniem działalności Black Country Communion z jego karierą solową, jak również konfliktami w zespole. Kilka dni później wokalista i basista grupy, Glenn Hughes, ogłosił rozwiązanie zespołu, gdyż Bonamassa zabronił pozostałym członkom zespołu występować bez niego pod nazwą BCC.
W 2016 roku zespół wznowił działalność, a rok później wydał czwartą płytę zatytułowaną BCCIV. W 2024 po przedłużającej się pracy wskutek pandemii Covid świat ujrzał kolejne wydawnictwo spod znaku BCC zatytułowane po prostu "V".

## Dyskografia
Albumy studyjne
| Rok                            | Tytuł                                                                           | Pozycja na liście | Pozycja na liście | Pozycja na liście | Pozycja na liście | Pozycja na liście | Pozycja na liście | Pozycja na liście | Pozycja na liście |
| Rok                            | Tytuł                                                                           | USA               | DEU               | CHE               | NLD               | SWE               | AUT               | FRA               | NOR               |
| ------------------------------ | ------------------------------------------------------------------------------- | ----------------- | ----------------- | ----------------- | ----------------- | ----------------- | ----------------- | ----------------- | ----------------- |
| 2010                           | Black Country - Data: 20 września 2010 - Wydawca: Mascot Records/J&R Adventures | 54                | 15                | 54                | 32                | 26                | 50                | 62                | —                 |
| 2011                           | 2 - Data: 14 czerwca 2011 - Wydawca: Mascot Records/J&R Adventures              | 71                | 7                 | 15                | 56                | 24                | 17                | 118               | 26                |
| 2012                           | Afterglow - Data: 30 października 2012 - Wydawca: Mascot Records/J&R Adventures | 48                | 9                 | 44                | 32                | 18                | 19                | 63                | 24                |
| 2017                           | BCCIV - Data: 22 września 2017 - Wydawca: Mascot Records                        |                   |                   |                   |                   |                   |                   |                   |                   |
| "—" pozycja nie była notowana. |                                                                                 |                   |                   |                   |                   |                   |                   |                   |                   |

Albumy koncertowe
| Rok  | Tytuł | Pozycja na liście | Pozycja na liście |
| Rok  | Tytuł | DEU               | NOR               |
| ---- | --- | ----------------- | ----------------- |
| 2011 | Live over Europe - Data: 24 października 2011 - Wydawca: Mascot Records/J&R Adventures - Format: 2xCD, 2xDVD, 2xBlu-ray | 28                | 5                 |